# Sylvanus Olympio

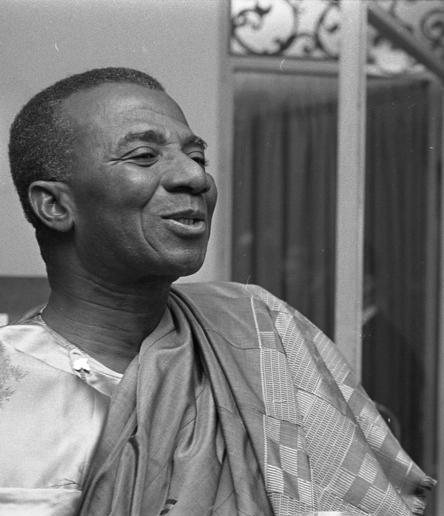
Sylvanus Olympio vid ett statsbesök i München 1961.

Sylvanus Olympio, född i september 1902 i Lomé i Togoland (nuvarande Togo), död 13 januari 1963 i Lomé, var Togos förste president, mellan 1961 och 1963.
Olympio tillhörde ewefolket, och var på 1940- och 1950-talen delaktig i en rörelse som ville förena eweterritorierna i de båda FN-mandaten Franska och Brittiska Togoland, som hade delats när britter och fransmän invaderade det tyska protektoratet Togoland. Rörelsen misslyckades dock med detta, och Brittiska Togoland kom att tillfalla Ghana, medan Franska Togoland blev det självständiga Togo.
Olympio blev 1958 premiärminister i Franska Togoland, och sedan landet den 27 april 1960 blev självständigt vann han det första presidentvalet 1961. Han störtades i en militärkupp den 13 januari 1963, och sköts under kuppen ihjäl av Gnassingbé Eyadéma, en av kuppledarna, som senare själv skulle komma att bli president i landet. Nicolas Grunitzky insattes som president efter kuppen, som anses vara den allra första statskuppen i Afrika.